# NGC 5738
NGC 5738 (również PGC 52614) – galaktyka soczewkowata (S0), znajdująca się w gwiazdozbiorze Panny. Odkrył ją Albert Marth 12 kwietnia 1864 roku.